# Leucoloma perviride
Leucoloma perviride là một loài Rêu trong họ Dicranaceae. Loài này được Broth. mô tả khoa học đầu tiên năm 1910.